# Sakura, Tochigi
Sakura (さくら市 Sakura-shi) là một thành phố thuộc tỉnh Tochigi, Nhật Bản.